# Majene

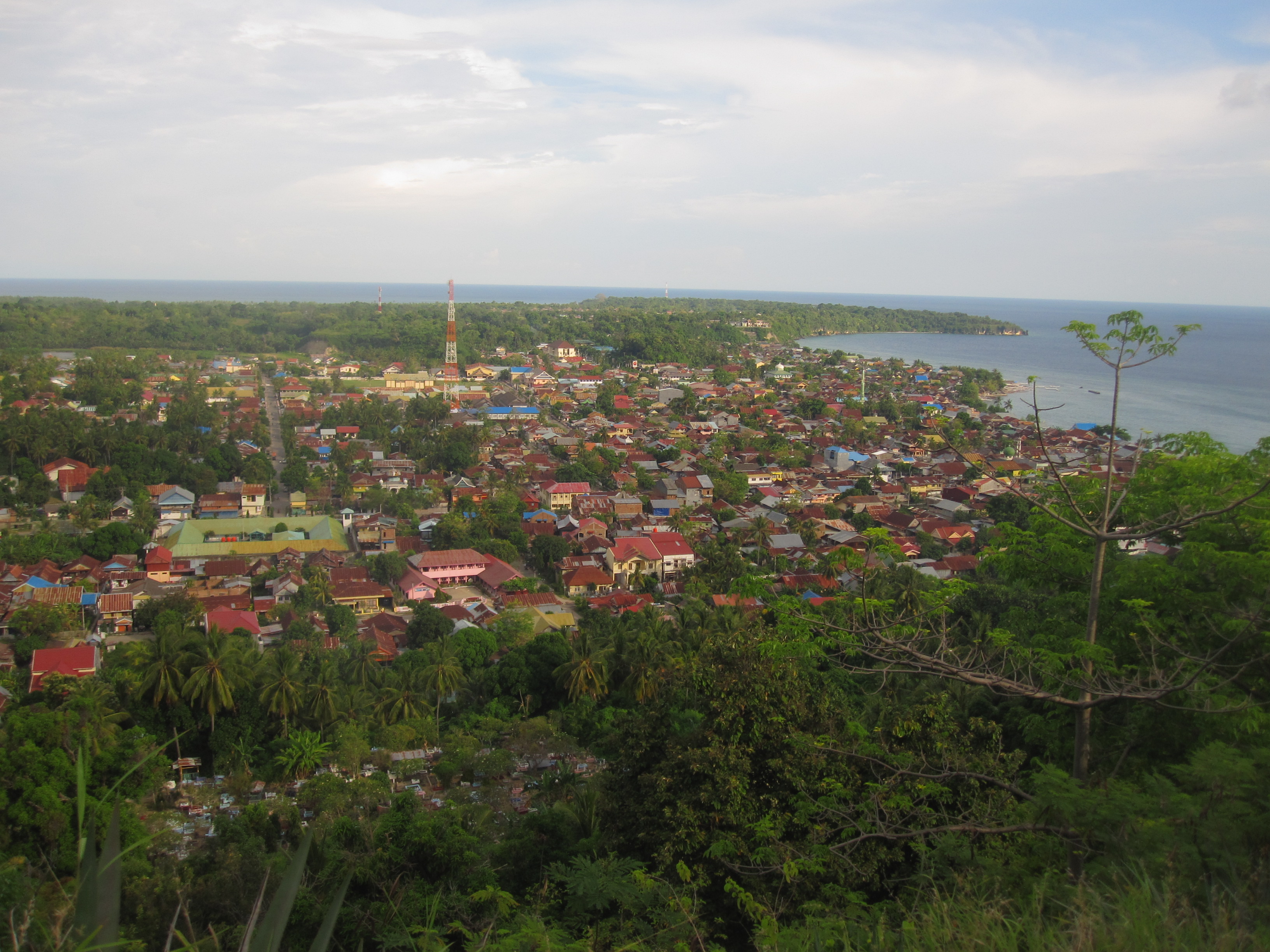
Vy över Majene.

Majene är en ort i provinsen Sulawesi Barat i Indonesien och är huvudort för distriktet Majene. Folkmängden uppgick till 58 402 invånare vid folkräkningen 2010. Det finns marknader där det finns frukt, grönsaker och fisk, men även elektronik, mobiltelefoner, accessoarer och tyger. Det finns en stor hamn i området Pangali-ali. Från en kulle i området Salebose kan man se ut över staden och havet. I staden finns en kyrka och flera moskéer, den största heter Mesjid Agung.